# Rio Alberche
Afluentes do Rio Tejo, com a localização do Rio Alberche

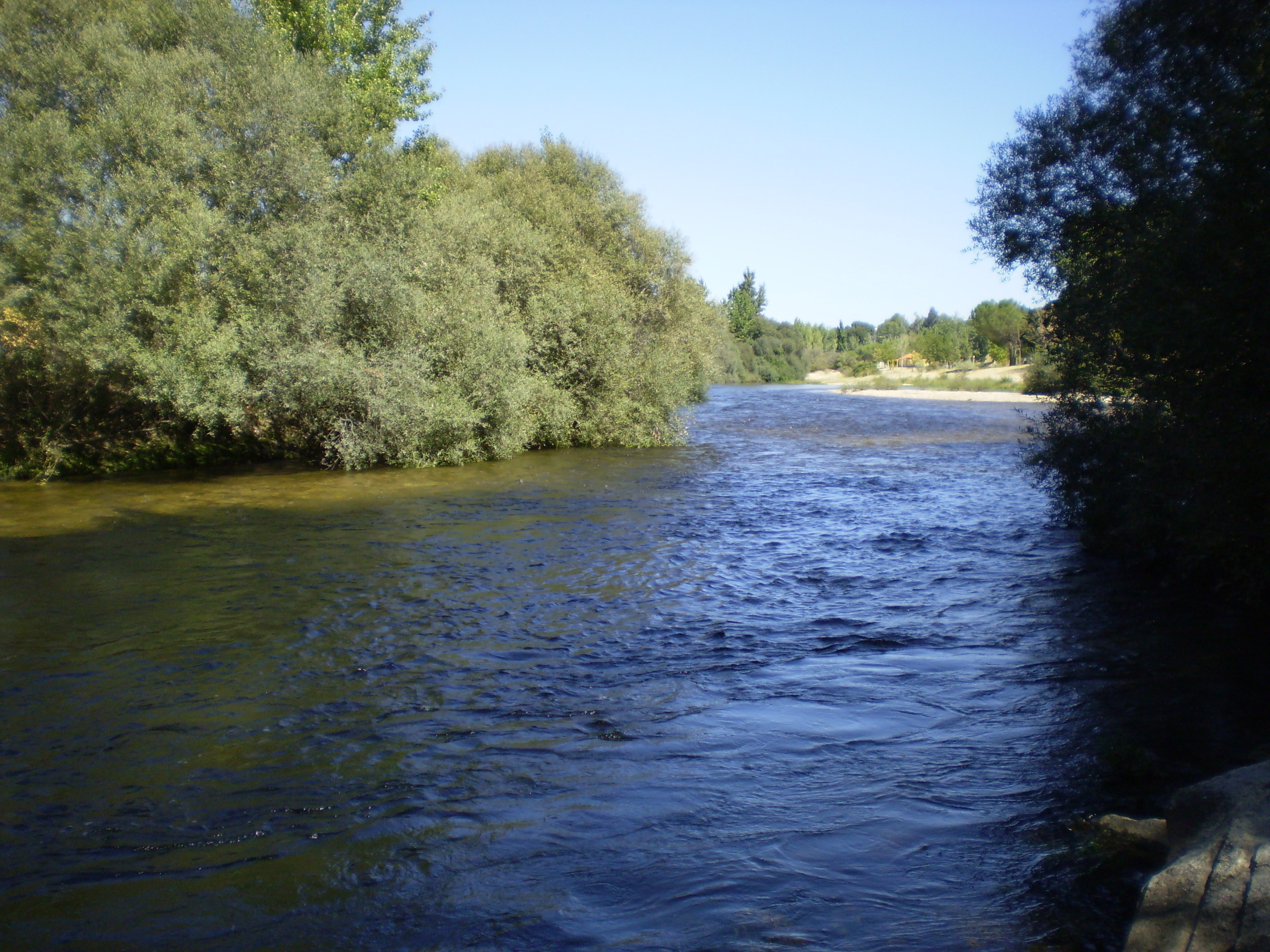
Rio Alberche nas proximidades de Aldea del Fresno.

O Rio Alberche  é um rio da Espanha afluente da margem direita do rio Tejo. Nasce na Sierra de Villafranca em San Martín de la Vega del Alberche e percorre 177km até desaguar no rio Tejo em Talavera de la Reina.
O Alberche flui aproximadamente de NW para SE Encontra o Tagus em Talavera de la Reina. Este rio tem as seguintes barragens ao longo do seu curso: Burguillo, Charco del Cura, San Juan e Picadas e Cazalegas. Alberche River é um trecho de praia de areia nas margens do rio Alberche, um local para os turistas de Madrid  
, sendo também o local de pesca  e pratica de canoagem.

## Barragens no rio Alberche
- Barragem de Burguillo[4]
- Barragem do Charco da Cura
- Barragem de San Juan
- Barragem de Picadas
- Barragem de Cazalegas[5]